# Königliche Kunstschule zu Berlin

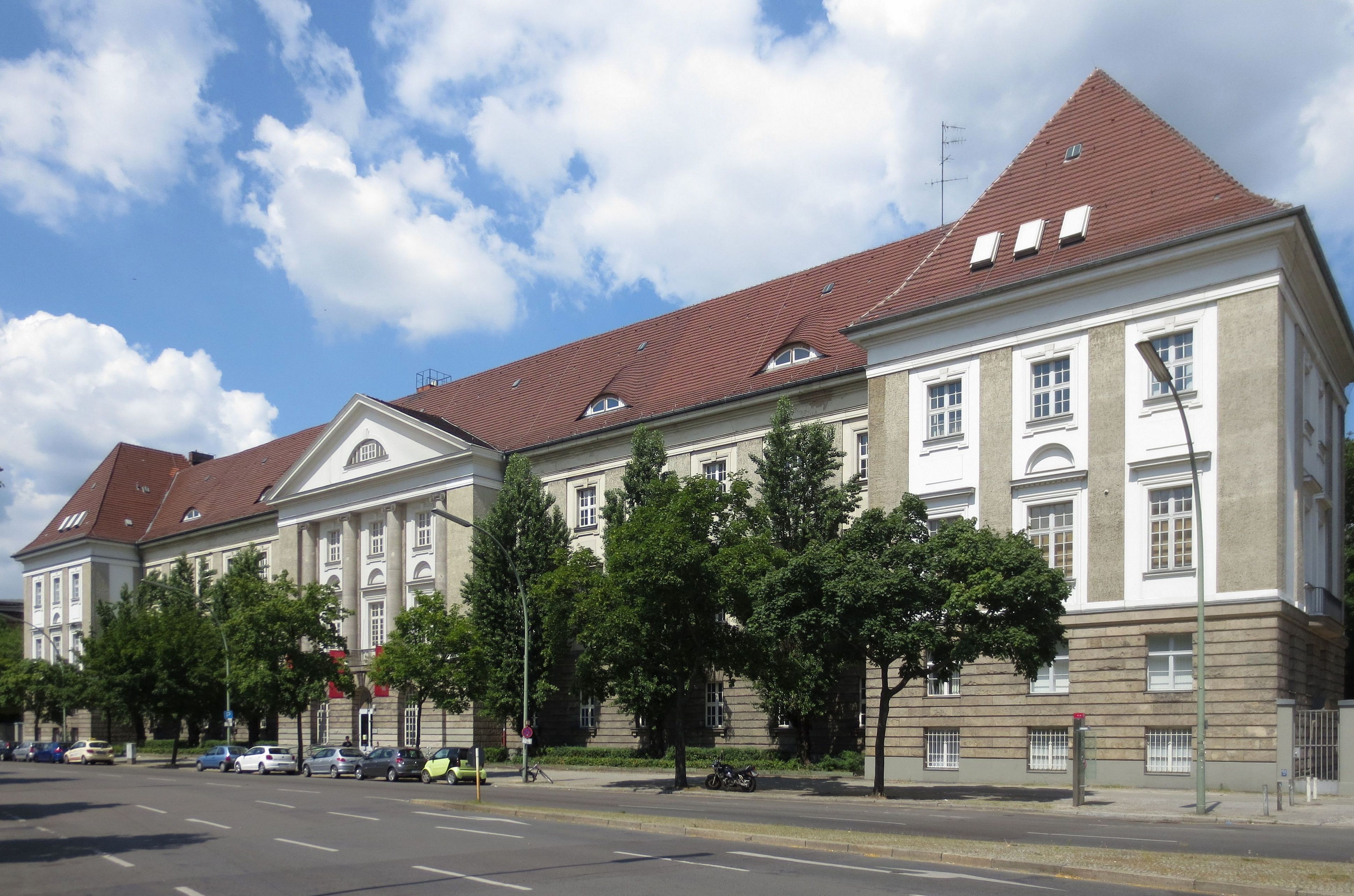
Das als Staatliche Kunstschule zu Berlin 1920 an der Grunewaldstraße 2–5 errichtete Lehrgebäude in Berlin-Schöneberg

Die Königliche Kunstschule zu Berlin (ab 1918 Staatliche Kunstschule zu Berlin, ab 1936 Staatliche Hochschule für Kunsterziehung) war eine im 19. Jahrhundert in Berlin gegründete, ehemals eigenständige Ausbildungsstätte für Zeichenlehrer und Kunsterzieher in Berlin. Am Standort Grunewaldstraße 2–5 in Berlin-Schöneberg wurde sie 1945 in die Staatliche Hochschule für bildende Künste integriert.

## Geschichte
Aus einer im 19. Jahrhundert bestehenden Kunst- und Gewerkschule sowie aus einer an der Berliner Akademie der Künste bestehenden Zeichenschule wurde 1869 die Königliche Kunstschule zu Berlin gegründet mit dem Architekten Martin Gropius als erstem Direktor. Standort von 1878 bis 1920 war das zu diesem Zweck umgebaute Gebäude Klosterstraße 75. Nach der Ausrufung des Deutschen Kaiserreichs wurde die Kunstschule 1872 um ein Seminar für Zeichenlehrer ergänzt, zwei Jahre später waren ab 1874 erstmals auch Frauen als Studierenden im Zeichenseminar zugelassen. Nach dem Tode von Gropius leitete der Maler Ernst Ewald, zugleich Direktor der Unterrichtsanstalt des Kunstgewerbe-Museums, ab 1880 die Kunstschule. Sie stand nun „bis 1905 [...] in enger Verbindung mit der Unterrichtsanstalt des Kunstgewerbe-Museums und bereitete u. a. auf deren Besuch vor.“ Ebenfalls ab 1905 bildete die Kunstschule dann lediglich noch angehende Zeichenlehrer und Kunsterzieher aus.
Mitten im Ersten Weltkrieg übernahm Philipp Franck, selbst ehemaliger Schüler der Kunstschule und künstlerisch dem Impressionismus zugeordnet, 1915 die Direktion der Einrichtung. Im selben Jahr wurde der anfangs vom Jugendstil beeinflusste Reklamezeichner, Grafiker und Schriftkünstler Heinz Keune an die Schule berufen. Nach der Novemberrevolution 1918 wurde die Lehranstalt in Staatliche Kunstschule zu Berlin umbenannt und konnte 1920 in den noch heute genutzten Neubau in der Grunewaldstraße einziehen. Die Staatliche Kunstschule trug den erläuternden Namensbestandteil Akademische Ausbildungsanstalt für das künstlerische Lehramt. Zur Zeit der Weimarer Republik beeinflusste Phillip Franck, der 1928 seine programmatische Schrift Das schaffende Kind veröffentlichte, die Zeichen- und Kunstunterrichts-Reform in Preußen.
Nach der Machtergreifung durch die Nationalsozialisten leitete Alexander Kanoldt, ein Vertreter der Neuen Sachlichkeit, von 1933 bis 1936 die Kunstschule. Er berief den ebenfalls neusachlichen Maler Georg Schrimpf, der jedoch nach der 1936 erfolgten, aufwertenden Umbenennung der Einrichtung in Staatliche Hochschule für Kunsterziehung  ebenso wie der schon lange dort tätige Expressionist Georg Tappert 1937 entlassen wurde.
Nur wenige Monate nach dem Ende des Zweiten Weltkriegs konnte der Kunstunterricht ab dem Wintersemester 1945/46 wieder aufgenommen werden, nun aber nicht mehr als eigenständige Bildungseinrichtung, sondern als rechtlich in die Hochschule für bildende Künste integrierter kunstpädagogischer Zweig.

## Persönlichkeiten (unvollständig)
Bisher konnten folgende Direktoren, Lehrer und Schüler der Bildungseinrichtung nachgewiesen werden:
| Name, Vorname            | Funktion | ab   | bis        | Kunstrichtung                                                                      | Anmerkungen | Porträt | Commons |
| ------------------------ | --- | ---- | ---------- | ---------------------------------------------------------------------------------- | --- | ------- | ------- |
| Gropius, Martin          | Direktor | 1869 | 1880       | Architekt                                                                          | |         |         |
| Ewald, Ernst             | Direktor | 1880 |            | Maler                                                                              | |         |         |
| Mohn, Viktor Paul        | Direktor | 1905 | 1911 (†)   | Maler, Illustrator                                                                 | |         |         |
| Karl Reinecke            | Schüler | 1908 | 1910       | Maler, Künstler                                                                    | |         |         |
| Tschirch, Egon           | Schüler | 1908 |            | Maler, Illustrator                                                                 | |         |         |
| Franck, Philipp          | Direktor | 1915 |            | Maler (Impressionismus)                                                            | Autor, beeinflusste die Reform des Zeichen- und Kunstunterrichts in Preußen. |         |         |
| Keune, Heinz             | Lehrer | 1915 | 1918       | Grafiker (Werbung)                                                                 | |         |         |
| Stock, Margarete         | Schülerin | 1918 | 1920       | Malerin                                                                            | |         |         |
| Kamps, Heinrich          | Direktor | 1929 | 1933       | Maler                                                                              | |         |         |
| Lahs, Curt               | Lehrer | 1930 | 1933       | Maler                                                                              | |         |         |
| Wagenfeld, Wilhelm       | Dozent, ab 1935 Professor                                                                                            | 1931 | 1935       | Formgestalter für die Industrie, Künstler                                          | Bauhaus-Absolvent 1925, ab 1928 Leiter der Metallwerkstatt an der Bauhochschule Weimar |         |         |
| Kanoldt, Alexander       | Direktor | 1933 | 1936       | Maler (Neue Sachlichkeit)                                                          | 1932 Beitritt zur NSDAP, Rücktritt nach persönlicher Krise 1936 |         |         |
| Joachim Daerr            | Schüler | 1934 | 1937       | Maler, Grafiker                                                                    | Kunsterzieher (Gymnasium) |         |         |
| Fischel, Oskar           | Lehrer für Kunstgeschichte (parallel ab 1923 bis 1933 außerordentlicher Prof. an der Friedrich-Wilhelms-Universität) | 1920 | 31.05.1933 | Kunsthistoriker, entlassen aus rassistischen Gründen im Zuge der NS-Machtübernahme | |         |         |
| Dexel, Walter            | Professor für theoretischen Kunst- und Formunterricht                                                                | 1936 | 1942       | Maler, Werbegrafiker, Publizist                                                    | |         |         |
| Gerda Henning            | Schülerin | 1941 | 1945       | Maler (Tachismus)                                                                  | |         |         |
| Jahn, Martin             | Schüler | 1916 | 1919       | Zeichner und Maler (Expressionismus, Neue Sachlichkeit, Abstrakte Kunst, Informel) | Bauhaus-Schüler, Kunsterzieher |         |         |
| Possekel-Oelsner, Ecka   | Schülerin |      |            | Landschafts- und Porträtmalerin                                                    | |         |         |
| Parnitzke, Ruth          | Schülerin | 1912 | 1923       | Porträt-, Landschafts- und Blumenmalerin                                           | |         |         |
| Rögner-Seeck, Elisabeth  | Schülerin | 1924 | 1932       | Malerin, Kinderbuchautorin und Kunsterzieherin                                     | |         |         |
| Ilse Schneider           | Schülerin | 1930 | 1936       | Malerin und Kunsterzieherin                                                        | |         |         |
| Schrimpf, Georg          | Lehrer | 1933 | 1937       | Maler (Neue Sachlichkeit)                                                          | 1937 von Bernhard Rust, dem Preußischen Minister für Wissenschaft, Kunst und Volksbildung entlassen. Als Grund wurde Schrimpfs KP-Mitgliedschaft genannt.                                                         |         |         |
| Tappert, Georg           | Lehrer | 1919 | 1937       | Maler (Expressionismus)                                                            | |         |         |
| Weddig-Dettenberg, Ebba  | Schülerin | 1933 | 1934       | Malerin und Grafikerin                                                             | |         |         |
| Tegtmeier, Wilhelm       | Lehrer | 1943 | 1945       | Maler, Grafiker                                                                    | NSDAP-Mitglied, dessen expressionistisches Frühwerk die NS-Kulturpolitik 1937 als „entartet“ brandmarkte. Dennoch erhielt er öffentliche Aufträge. In Bremen denunziert Tegtmeier 1941 seinen Förderer Carl Horn. |         |         |
| Menne-Lindenberg, Helene | Schülerin | 1941 | 1943       | Landschafts- und Portraitmalerin                                                   | |         |         |

## Sonstiges
- Bisher (Stand: 05/2023) wurde keine Monografie zur Geschichte der Einrichtung geschrieben.[1]